# 181872 Cathaysa
181872 Cathaysa este o planetă minoră (asteroid) din centura de asteroizi. A fost descoperită pe 21 martie 1999 la Observatorul Apache Point de Sloan Digital Sky Survey. 
Obiectul prezintă o orbită caracterizată de o semiaxă mare de 2,7550854756041 UAi, o excentricitate de 0,13759390844024, o înclinație de 13,40207388576 ° în raport cu ecliptica.